# Kôm Firin

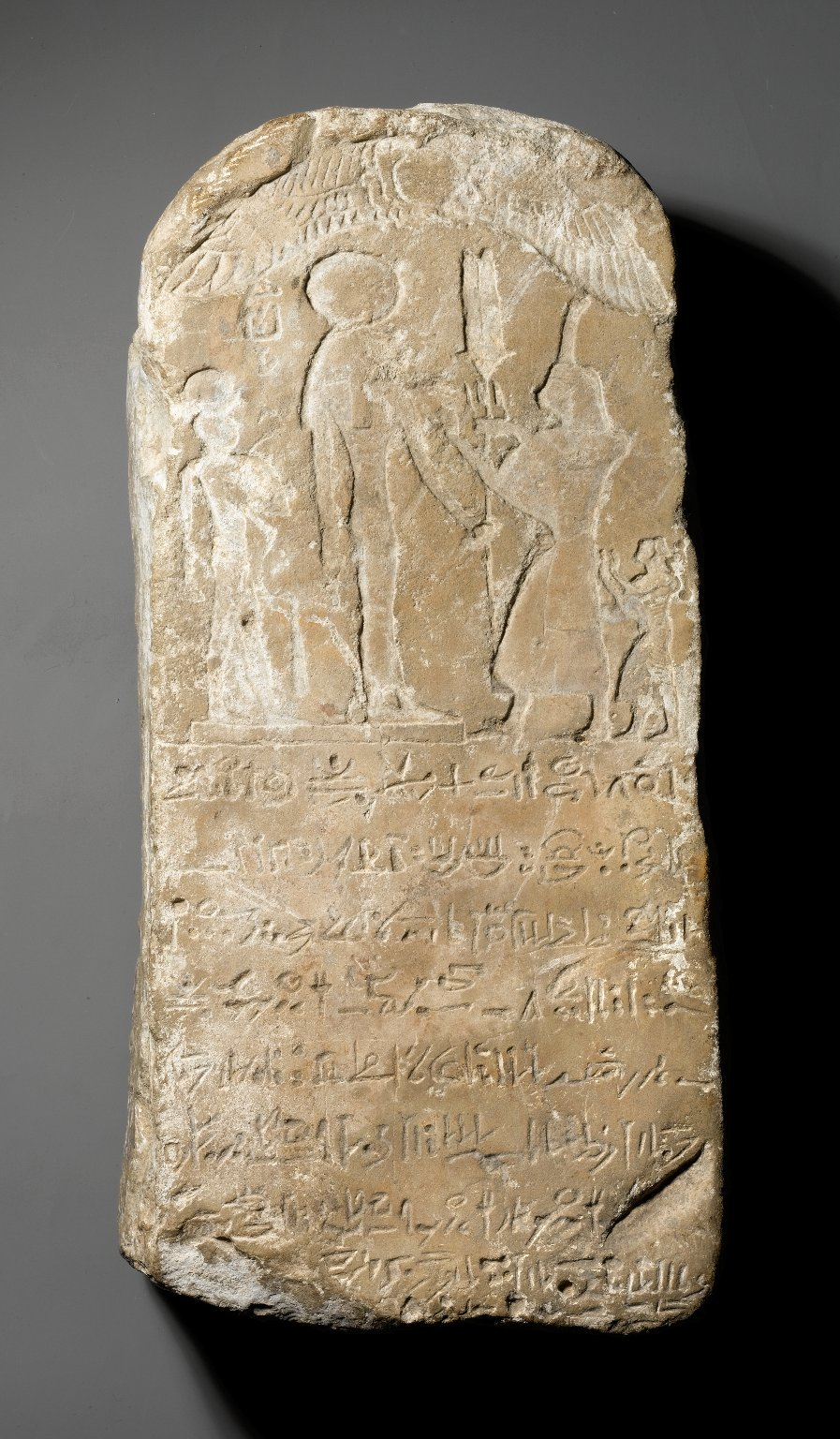
Stèle du chef des Libou Tjerpahati, contemporain du pharaon Sheshonq V de la, et provenant très probablement de Kôm Firin.

Kôm Firin est un site archéologique d'Égypte antique, situé à la limite sud-ouest du delta du Nil, juste à l'ouest de Kôm el-Hisn. La plupart des informations archéologiques concernant le site ont été obtenues lors de la campagne de fouilles 2002-2010 organisée par le British Museum et dirigée par Neal Spencer.

## Histoire
Les premières attestations de Kôm Firin remontent au règne de Ramsès II de la XIXe dynastie, et il semble plus probable qu'elle ait été fondée durant cette période comme une ville fortifiée contre les incursions libyennes depuis la frontière occidentale de l'Égypte antique. Son nom égyptien original n'a pas encore été découvert.
Une grande enceinte (225 × 199 m) a été mise au jour dans la partie orientale du site, et on pense qu'il s'agit du vestige d'un temple ramesside fortifié. Au cours de la période tardive, la ville a subi un remodelage et une expansion importants, de même que l'ancienne enceinte du Nouvel Empire, qui entoure désormais une zone quadruplée. La nécropole de Kôm Firin était peut-être située sur le site voisin de Silvagou.
Plus tard, Kôm Firin a été progressivement démoli par les fouilleurs de sebakh. Une caractéristique proéminente et moderne du site est la présence de piliers et de pinacles faits de briques de boue, et pouvant atteindre dix mètres de haut, qui sont le résultat de l'action combinée du temps et du creusement de la sebakh sur l'enceinte et les bâtiments antiques.